# Allsvenskan 1978
L'edizione 1978 del campionato di calcio svedese (Allsvenskan) vide la vittoria finale del Östers IF.
Capocannoniere del torneo fu Tommy Berggren (Djurgårdens IF), con 18 reti.

## Classifica finale
|    | Classifica      | G  | V  | N  | P  | GF | GS | Punti |
| -- | --------------- | -- | -- | -- | -- | -- | -- | ----- |
| 1  | Öster           | 26 | 15 | 8  | 3  | 46 | 20 | 38    |
| 2  | Malmö FF        | 26 | 12 | 8  | 6  | 29 | 15 | 32    |
| 3  | IFK Göteborg    | 26 | 13 | 5  | 8  | 39 | 29 | 31    |
| 4  | Kalmar          | 26 | 11 | 9  | 6  | 35 | 30 | 31    |
| 5  | Djurgården      | 26 | 10 | 10 | 6  | 50 | 32 | 30    |
| 6  | Elfsborg        | 26 | 10 | 9  | 7  | 44 | 37 | 29    |
| 7  | AIK             | 26 | 10 | 7  | 9  | 31 | 35 | 27    |
| 8  | Halmstad        | 26 | 7  | 11 | 8  | 24 | 29 | 25    |
| 9  | Hammarby        | 26 | 9  | 5  | 12 | 32 | 38 | 23    |
| 10 | Landskrona BoIS | 26 | 6  | 10 | 10 | 28 | 38 | 22    |
| 11 | IFK Norrköping  | 26 | 7  | 7  | 12 | 33 | 39 | 21    |
| 12 | Åtvidaberg      | 26 | 9  | 1  | 16 | 31 | 42 | 19    |
| 13 | Örebro          | 26 | 5  | 8  | 13 | 31 | 45 | 18    |
| 14 | Västerås SK     | 26 | 6  | 6  | 14 | 20 | 44 | 18    |

### Verdetti
- Östers IF campione di Svezia 1978.
- Örebro SK e Västerås SK retrocesse in Division 2.